# Jean Kiefer
 (août 2022).
Si vous disposez d'ouvrages ou d'articles de référence ou si vous connaissez des sites web de qualité traitant du thème abordé ici, merci de compléter l'article en donnant les références utiles à sa vérifiabilité et en les liant à la section « Notes et références ».
Pour les articles homonymes, voir Kiefer et Kiffer (homonymie).
Jean Willem Alexandre Osman Gustave Kiefer à l'état civil et Père Jérôme en religion, né à Rhodes le 17 juillet 1907 et mort à Diou (Allier) le 29 janvier 1985, était un prêtre et moine de l'Ordre cistercien de la stricte observance (trappiste), d'origine suisse.

## Biographie

### Enfance
Fils de Jean-Ernest Kiefer, ingénieur suisse catholique, et de Norma Vermaasen, genevoise anabaptiste d'origine néerlandaise, Jean Kiefer naît sur l'île de Rhodes durant une mission de prospection minière de son père pour le sultan de Turquie. Sa famille s'installe en Égypte où son père travaille aux Sucreries d'Égypte. Sa mère meurt en donnant naissance à sa deuxième fille alors que Jean n'a que cinq ans. Son père s'installe à Lausanne, et Jean Kiefer suit les cours d'une école privée de la ville. Son père se remarie avec Jeanne Gremaud, une Bulloise catholique, qui va donner une éducation catholique aux enfants. Il part en internat faire ses secondaires au Collège Saint-Michel de Fribourg. Ses parents décèdent pendant ses études secondaires,[source insuffisante].

### Adolescence
Il entre ensuite à l'École agricole de Grangeneuve tenus alors par les marianistes. Il sort ingénieur agronome de l'établissement en 1927,[source insuffisante].

### Appel à la vie consacrée
Le 8 décembre 1928, il entre, à 21 ans, à la Trappe de Sept-Fons en France,.

### Vie monastique
Il est secrétaire du monastère, y enseigne aux novices la philosophie et on lui confie par sa formation d'ingénieur agricole la responsabilité des vergers du domaine. Il est ordonné prêtre en 1936.
Il meurt à l'abbaye en 1985,.
Ses écrits sont publiés à titre posthume.

## Ouvrages
- Car toujours dure longtemps, éditeur Fayard, 1986 (ISBN 978-2-2130-1804-1)
- Tout à Dieu, éditeur Parole et Silence, 1998 (ISBN 978-2-9119-4025-5)
- Écrits monastiques, Sarment (éditeur), 2002, 444 p. (ISBN 978-2-8667-9343-2)
- Possibilités et mélodies, éditeur Ad Solem, 2011 (ISBN 978-2-940402-84-7)
- Que puis-je faire ?, éditeur Ad Solem, 2011 (ISBN 978-2-940402-78-6)
- Je vous salue, Marie, éditeur Ad Solem, 2013 (ISBN 979-10-90819-73-3)
- Portrait, Ad Solem, 2014, 283 p. (ISBN 979-1-0908-1985-6)
- Tisons, Ad Solem, 2015, 209 p. (ISBN 978-2-3729-8005-0)

### Collectif
- L'art d'être disciple, avec le père Nicolas, éditeur Le Sarment/Fayard, 1988  (ISBN 978-2-86679-018-9)[8].
- Jalons pour l'Ancien Testament avec le père Nicolas, éditeur Ad Solem, 2013  (ISBN 979-1-0908-1962-7)
- Les Bonnes Influences avec les pères Nicolas et Simon, éditeur Ad Solem, 2014  (ISBN 979-10-90819-83-2)
- Notre cœur contre l'athéisme, éditeur Ad Solem, 2014  (ISBN 979-1-0908-1984-9)